# Takashi Takeuchi
Takashi Takeuchi (武内崇, Takeuchi Takashi) (?, 28 de agosto de 1973), é um artista japonês, destacou-se por ser o cofundador da empresa japonesa desenvolvedora de anime e visual novel, Type-Moon, e por ser o ilustrador das séries Tsukihime, Fate/Stay Night e Kara no Kyoukai, que foram ambos mais tarde adaptado para séries em anime/mangá (com exceção de Kara no Kyoukai, que teve apenas uma adaptação em filmes). Ele tem colaborado frequentemente com seu amigo e cofundador da Type-Moon, o autor Kinoko Nasu. Em 2008, Takeuchi, juntamente com Nasu, contribuíram com o cenário especial para o jogo Visual novel da Sega para Nintendo Wii 428: Fuusa Sareta Shibuya De, que foi posteriormente adaptado em anime/mangá Canaan. 